# Грасберг
Грасберг (нем. Grasberg) — община в Германии, в земле Нижняя Саксония.
Входит в состав района Остерхольц. Население составляет 7595 человек (на 31 декабря 2010 года). Занимает площадь 55,54 км².
Коммуна подразделяется на 17 сельских округов.